# Vestby
Vestby ist eine norwegische Kommune im Fylke Akershus mit 19.855 Einwohnern (Stand 1. Januar 2025). Sitz der Verwaltung ist in der gleichnamigen Ortschaft.

## Geografie
Vestby liegt auf etwa 100 moh. bis 300 moh. Am Oslofjord fällt die Küste steil ab. Durch Vestby führt die westliche Linie der Østfoldbanen und die Europastraße 6 (E6). Der 903 Meter lange Follotunnel der E6 befindet sich in der Kommune.

## Ortschaften
Nennenswerte Ortschaften mit mehr als 200 Einwohnern (tettsteder) auf dem Gebiet der Kommune Vestby:
- Vestby
- Hølen
- Son
- Hvitsten

## Geschichte
Die Kommune Vestby entstand im Jahr 1964. Der Ort Hvitsten war Ende des 19. Jahrhunderts ein von Künstlern häufig besuchter Ort. Das Geburtshaus des Schriftstellers Johan Herman Wessel ist bis heute bewahrt und der ehemalige Pfarrhof zu einem Kulturzentrum umfunktioniert.

## Persönlichkeiten
- Johan Herman Wessel (1742–1785), Dichter und Schriftsteller
- Caspar Wessel (1745–1818), Mathematiker und Geodät
- Oluf Wold-Torne (1867–1919), Maler
- Sonja Ludvigsen (1928–1974), Politikerin
- Nils Aage Jegstad (* 1950), Politiker
- Lars Olav Olaussen (* 1977), Handballtorwart
- Marit Fiane Christensen (* 1980), Fußballspielerin
- Katrine Aalerud (* 1994), Radrennfahrerin

## Wappen
Das seit 1992 offizielle Wappen zeigt drei gelbe Kleeblattskreuze auf rotem Hintergrund. Es soll die drei historischen Kirchengemeinden (Kirkesogn) der Kommune symbolisieren. Seit 1998 gibt es jedoch vier dieser Kirchengemeinden.